# Duke of Kendal
Duke of Kendal war ein erblicher britischer Adelstitel, der je einmal in der Peerage of England und einmal in der Peerage of Great Britain verliehen wurde. Der Titel bezieht sich auf die englische Stadt Kendal.

## Verleihungen und nachgeordnete Titel
Der Titel Duke of Kendal wurde erstmals 1666 in der Peerage of England an den neugeborenen Charles Stuart, den dritten Sohn des Dukes of York und späteren Königs Jakob II. verliehen. Die Verleihung erfolgte zusammen mit den nachgeordneten Titeln Earl of Wigmore und Baron Holderby. Charles starb bereits im folgenden Jahr, so dass die Titel erloschen.
In zweiter Verleihung wurde der Titel am 19. März 1719 als Life Peerage für Melusine von der Schulenburg, Mätresse des Königs Georg I., geschaffen. Die Verleihung erfolgte zusammen mit den nachgeordneten Titeln Countess of Feversham und Baroness Glastonbury. Die Titel gehörten zur Peerage of Great Britain. Sie führte bereits die am 18. Juli 1716 als Life Peerages in der Peerage of Ireland verliehenen Titel Duchess of Munster, Marchioness of Dungannon, Countess of Dungannon und Baroness Dundalk. Als Life Peerages erloschen all ihre Titel bei ihrem Tod 1743. Sie führte zudem die römisch-deutschen Titel Gräfin von der Schulenburg (ab 1715) und Fürstin von Eberstein (ab 1723).
1816, anlässlich der Hochzeit von Charlotte Augusta von Wales mit Leopold von Sachsen-Coburg-Saalfeld, wurde die Erhebung des Ehemanns zum Duke of Kendal angekündigt, aber nie durchgeführt. Leopold wurde 1830 als Leopold I. König der Belgier.

## Dukes of Kendal, erste Verleihung (1666)
- Charles Stuart, 1. Duke of Kendal (1666–1667)

## Dukes of Kendal, zweite Verleihung (1719)
- Melusine von der Schulenburg, Duchess of Kendal (1667–1743)